# Concours Eurovision de la chanson junior 2020
#MoveTheWorld!
- Pays participants
- Pays ayant déjà participé dans le passé mais pas en 2020

Gliwice 2019 Paris 2021
Le Concours Eurovision de la chanson junior 2020 est la 18e édition du concours. Elle a lieu le 29 novembre 2020 à Varsovie, en Pologne, à la suite de la victoire de Viki Gabor lors de l'édition 2019 avec la chanson Superhero. C'est la deuxième année consécutive que le pays accueille l'Eurovision Junior. C’est la première fois dans l’Eurovision Junior qu’un pays remporte le concours deux années de suite, mais également la première fois qu’un même pays organise le concours deux années d’affilée. Douze pays participent à cette édition dont le slogan est Move The World! (en français Faites bouger le monde!).
Cependant, à cause de la pandémie de Covid-19 et des mesures sanitaires prises, la tenue du concours junior en novembre fut incertaine. Il avait cependant été annoncé que le Concours se tiendrait dans un studio de télévision, pour la première fois dans l’histoire du Concours.
À la suite de l'annonce en septembre 2020 de l’Union européenne de radio-télévision (UER), toutes les chansons en compétition sont interprétées dans un studio de chaque pays participant. Leurs performances ont également été pré-enregistrées : ce fut la première fois que des performances pré-enregistrées ont été utilisées depuis le tour de qualification pour le Concours Eurovision de la chanson 1996. Néanmoins, l'entracte avait bien lieu en direct de Varsovie.
La France remporte pour la première fois l'Eurovision Junior avec la chanson J'imagine par Valentina. 
L'Allemagne finit quant à elle dernière pour sa première participation.

## Préparation du concours

### Lieu
Le 5 mars 2020, la Pologne est annoncé comme le pays hôte de la 18e édition du concours.
| Ville    | Lieu                        |
| -------- | --------------------------- |
| Cracovie | Tauron Arena Kraków         |
| Varsovie | ATM Studio                  |
| Varsovie | Transcolor Studio           |
| Varsovie | Studio 5 du siège de la TVP |

Le 8 octobre 2020, l'UER et TVP annoncent que l'Eurovision junior 2020 se tiendra au studio 5 du siège de la TVP à Varsovie.

### Phase d'appel d'offres et sélection de la ville hôte
Après la victoire de la Pologne au concours de 2019 sur son territoire à Gliwice, le directeur général de la chaîne polonaise TVP, Jacek Kurski, a déclaré que le pays demanderait à accueillir à nouveau l'événement en 2020. Cependant, Jarec Kurski déclare que la possibilité de deux éditions consécutives de l'événement en Pologne pourraient être désapprouvées par l'UER. Après une période d'incertitude, au cours de la dernière semaine de décembre 2019, le journal Wyborcza rapporte que certains conseillers municipaux de la ville de Cracovie exprimaient leur intérêt à accepter la proposition selon laquelle le concours se tiendrait dans la ville, au Tauron Arena. Quelques jours plus tard, le 8 janvier 2020, la proposition est discutée au conseil municipal et acceptée par la majorité de ses membres. La Pologne est confirmée en tant que pays hôte en mars 2020. La lauréate 2019, Viki Gabor, a également exprimé son souhait que l'événement ait lieu à Cracovie, son lieu de résidence. Alors que la ville hôte n'avait pas encore été annoncée, le journal local de Cracovie, Gazeta Krakowska fait part d'un contrat en vertu duquel la ville doit mettre à disposition les emplacements nécessaires (y compris Tauron Arena) et TVP s'occuper des problèmes financiers. L'annonce officielle de Cracovie en tant que ville hôte devait avoir lieu après la visite de l'UER. Cependant, le 16 mai 2020, lors de l'annonce du slogan et de l’identité visuelle, la ville de Varsovie est annoncée comme ville hôte.

### Pays hôte de l'édition 2020
- Pologne - Durant la conférence de presse du gagnant du Concours Eurovision de la chanson junior 2019, le directeur général du diffuseur polonais TVP, Jacek Kurski, a promis que la Pologne déposerait sa candidature afin d'accueillir le prochain concours en 2020[2]. Le 5 mars 2020, la Pologne devient le pays hôte de l'édition 2020[3].

### Présentateurs
Le 7 octobre 2020, l'UER et le diffuseur TVP annoncent les noms des trois présentateurs de cette édition. Il s'agit de deux femmes et un homme : Ida Nowakowska, présentatrice de l'édition précédente à Gliwice, présentatrice de télévision, actrice et danseuse ; Rafał Brzozowski, finaliste lors d'une sélection nationale au Concours Eurovision de la chanson 2017 pour tenter de représenter son pays à Kiev, en Ukraine et présentateur d'une sélection nationale polonaise en 2017 ; et Małgorzata Tomaszewska, présentatrice de télévision, notamment pour la matinale du diffuseur.

### Slogan et identité visuelle
À la suite de l'annulation du Concours Eurovision de la chanson 2020 à cause de la pandémie de coronavirus, la tenue du Concours Junior de cette même année fut suspendue pour une durée indéterminée.
Le 16 mai 2020, durant la diffusion de l'émission spéciale Eurovision: Europe Shine a Light, il a été annoncé officiellement que le Concours Junior se tiendrait à Varsovie le 29 novembre 2020 au sein d'un studio d'enregistrement. C'est la première fois de l'histoire du Concours Eurovision de la chanson junior que la compétition ne prendra pas part au sein d'une salle de spectacle.
Toujours durant l'émission, la gagnante de l'édition 2019, Viki Gabor, a dévoilé le slogan de l'édition 2020 : Move The World! (en français Faites bouger le monde !). Le logo a également été révélé, ce dernier représentant une sphère aux couleurs vives.

### Entractes
Lors de cette finale, Viki Gabor — vainqueur de l'édition précédente — a interprété sa chanson victorieuse, Superhero (en) ; Duncan Laurence — Vainqueur du Concours Eurovision de la chanson 2019 — a également interprété sa chanson victorieuse, Arcade, avec Viki Gabor et Roksana Węgiel; et Alicja — artiste qui devait représenter la Pologne au Concours Eurovision de la chanson 2020 —, a interprété Empires, une chanson qui devait passer lors de la 2e demi-finale le 14 mai 2020 avant l'annulation du Concours pour adultes.

## Concours

### Liste des participants
La liste des participants est publiée le 8 septembre 2020. Elle annonce la participation de treize pays au concours. Parmi eux, l’Allemagne fait ses débuts, alors que, l’Albanie, l'Australie, l'Irlande, l'Italie, la Macédoine du Nord, le Pays de Galles et le Portugal se retirent. Le 5 novembre 2020, l'Arménie annonce également son retrait en raison de l'instauration de la loi martiale en Arménie du fait du conflit au Haut-Karabagh, réduisant ainsi le nombre de participants à douze.
Les pays ne faisant pas leur retour sont :

#### Pays ayant participé à l’édition 2019
- Albanie - Le 8 septembre 2020, le diffuseur albanais RTSH a annoncé le retrait de l'Albanie au Concours Eurovision de la chanson junior 2020 en raison des restrictions de voyage de Covid-19[8]. La dernière participation du pays au concours était en 2019.
- Arménie - Le 5 novembre 2020, le diffuseur arménien AMPTV a annoncé le retrait de l'Arménie au Concours Eurovision de la chanson junior 2020. Le diffuseur ne pouvait terminer les préparatifs pour le Concours Junior en raison de l'instauration de la loi martiale en Arménie du fait du conflit au Haut-Karabagh (Artsakh). L'Arménie avait déjà dû se retirer du Concours Eurovision de la chanson 2012, à Bakou, en Azerbaïdjan, pour des raisons de sécurité et à cause de conflit l'opposant à l'Azerbaïdjan. L'Arménie espère revenir l'an prochain, soit dans le pays vainqueur de 2020, ou un des pays ayant terminé 2e ou 3e[9]. La dernière participation du pays au concours était en 2019.
- Australie - Le 15 juillet 2020, le diffuseur SBS a annoncé le retrait de l’Australie au Concours Eurovision de la chanson junior 2020 en raison des restrictions de voyage de Covid-19[10]. La dernière participation du pays au concours était en 2019.
- Irlande - Bien que la participation de l’Irlande au concours ait été confirmée en janvier 2020, le diffuseur TG4 a annoncé en août 2020 que le pays ne participerait finalement pas à la 18e édition du concours en raison de la situation causée par la  Pandémie de Covid-19[11]. La dernière participation de l’Irlande au concours était en 2019.
- Italie - Le 8 septembre 2020, le diffuseur italien pour enfants RAI Gulp a annoncé le retrait de l'Italie au Concours 2020. Bien qu'elle ait confirmé sa participation, le pays retire finalement due en raison des restrictions de voyage de Covid-19[8]. La dernière participation du pays au concours était en 2019.
- Macédoine du Nord - Le 27 juillet 2020, le diffuseur MRT annonce que la Macédoine du Nord ne prendrait pas part au Concours Eurovision de la chanson junior 2020 en raison de la Pandémie de Covid-19[12]. Le pays a participé pour la dernière fois au concours de 2019.
- Pays de Galles - Le 14 juillet 2020, le diffuseur S4C a annoncé le retrait du Pays de Galles au Concours Eurovision de la chanson junior 2020 en raison de la Pandémie de Covid-19[13]. Leur dernière participation au concours était en 2019.
- Portugal - Le 8 septembre 2020, le diffuseur portugais RTP a annoncé le retrait du Portugal au Concours Eurovision de la chanson junior 2020 en raison des restrictions de voyage de Covid-19‚ bien que le pays a confirmé sa participation‚ le Portugal retire finalement‚ en raison du Covid-19[14]. La dernière participation du pays au concours était en 2019.

#### Pays ayant déjà participé au concours auparavant
- Belgique - Le 26 avril 2020, le chef de délégation de la VRT, Birgit Simal, a confirmé que la Belgique ne prendrait pas part au concours cette année[15]. La Belgique est absente du concours depuis 2013.
- Bulgarie - Le 8 décembre 2019, le diffuseur BNT a annoncé sur son compte Twitter officiel que la Bulgarie ne ferait pas son retour au Concours Eurovision de la chanson junior 2020[16]. Le pays a participé pour la dernière fois en 2016.
- Chypre - Le 25 juillet 2020, le chef de délégation chypriote, Evi Papamichael, a confirmé que le pays ne reviendrait pas au concours cette année[17]. Leur dernière participation au concours était en 2017.
- Croatie - Le 12 juillet 2020, le diffuseur HRT a annoncé que la Croatie ne ferait pas son retour au Concours Eurovision de la chanson junior 2020[18]. Le pays ne participe plus depuis 2014.
- Danemark - En avril 2020, le diffuseur public DR a confirmé que le pays ne reviendrait pas au concours en 2020. Le Danemark a participé de 2003 à 2005 et a accueilli la première édition du concours en 2003.
- Grèce - Malgré le fait que le diffuseur ERT ait initialement envisagé la possibilité de revenir en 2020, il a été annoncé le 27 juin 2020 que la Grèce ne participerait pas au concours cette année[19]. La dernière participation du pays était en 2008.
- Israël - Le 15 juillet 2020, le diffuseur KAN a confirmé que l’Israël ne prendrait pas part au concours cette année[20]. La dernière participation du pays était en 2018.
- Lettonie - En juin 2020, le diffuseur LTV annonce que le pays ne prendrait pas part au concours cette année. La dernière participation de la Lettonie au concours était en 2011.
- Moldavie - Le 21 juillet 2020, le diffuseur TRM a annoncé que le pays ne participerait pas au Concours Eurovision de la chanson junior 2020[21]. La dernière participation de la Moldavie au concours était en 2013.
- Norvège - Le 11 juin 2020, le diffuseur NRK a annoncé ne pas avoir l'intention de retourner au concours en 2020[22]. La dernière participation du pays était en 2005.
- Roumanie - En juillet 2020, la non-participation de la Roumanie a l’édition 2020 du concours est annoncée[23]. La dernière participation du pays était en 2009.
- Saint-Marin - Le 17 juin 2020, le diffuseur SMRTV a confirmé que le pays ne participerait pas au Concours Eurovision de la chanson junior 2020[24]. La dernière participation de Saint-Marin était en 2015.
- Slovénie - En juillet 2020, il est annoncé que la Slovénie ne participerait pas à l’édition 2020 du concours[23]. Le pays a participé pour la dernière fois en 2015.
- Suède - Le 15 janvier 2020, le chef de délégation de la chaîne de télévision suédoise pour enfants SVT Barn a annoncé que jusqu’à présent, le pays ne reviendrait pas au concours, mais envisageait la possibilité de revenir à l'avenir. La dernière participation de la Suède au concours était en 2014.
- Suisse - Le 11 juillet 2020, le diffuseur SRF a annoncé sur son compte Twitter officiel que la Suisse ne ferait pas son retour au Concours Eurovision de la chanson junior 2020[25]. La seule participation du pays était en 2004.

### Résultats
Cette édition est remportée, avec 200 points, par la France, représentée par Valentina et sa chanson J'imagine. Il s'agit de la première victoire du pays au Concours. La France remporte le vote des jurys avec 88 points ainsi que le télévote avec 112 points.
En deuxième position vient le Kazakhstan avec un total de 152 points. Le podium est complété par l'Espagne avec 133 points. Viennent ensuite les Pays-Bas avec 132 points et la Biélorussie avec 130 points.
La dernière place échoit à l'Allemagne, qui finit dernière pour sa première participation, avec 66 points.
- Premier
- Deuxième
- Troisième
- Dernier

| Ordre | Pays        | Artiste             | Chanson                         | Langue(s)            | Place | Points | Emplacement |
| ----- | ----------- | ------------------- | ------------------------------- | -------------------- | ----- | ------ | ----------- |
| 01    | Allemagne   | Susan               | Stronger with You               | Allemand, anglais    | 12    | 66     | Hambourg    |
| 02    | Kazakhstan  | Qaraqat Başanova    | Forever                         | Kazakh, anglais      | 2     | 152    | Noursoultan |
| 03    | Pays-Bas    | Unity               | Best Friends                    | Néerlandais, anglais | 4     | 132    | Hilversum   |
| 04    | Serbie      | Petar Aničić        | Heartbeat                       | Serbe, anglais       | 11    | 85     | Varsovie    |
| 05    | Biélorussie | Arina Pehtereva     | Aliens                          | Russe, anglais       | 5     | 130    | Minsk       |
| 06    | Pologne H T | Ala Tracz           | I'll Be Standing                | Polonais, anglais    | 9     | 90     | Varsovie    |
| 07    | Géorgie     | Sandra Gadelia      | You Are Not Alone               | Géorgien, anglais    | 6     | 111    | Tbilissi    |
| 08    | Malte       | Chanel Monseigneur  | Chasing Sunsets                 | Anglais              | 8     | 100    | Varsovie    |
| 09    | Russie      | Sofia Feskova       | My New Day                      | Russe, anglais       | 10    | 88     | Moscou      |
| 10    | Espagne     | Soleá               | Palante                         | Espagnol             | 3     | 133    | Madrid      |
| 11    | Ukraine     | Oleksandr Balabanov | Vidkryvai (Open Up) (Відкривай) | Ukrainien, anglais   | 7     | 106    | Varsovie    |
| 12    | France      | Valentina           | J'imagine                       | Français             | 1     | 200    | Paris       |

#### Tableau des votes
- Premier
- Deuxième
- Troisième
- Dernier

| Pays        | Jurys | Jurys  | Vote internet | Vote internet | Total final | Total final |
| Pays        | Place | Points | Place         | Points        | Place       | Points      |
| ----------- | ----- | ------ | ------------- | ------------- | ----------- | ----------- |
| Allemagne   | 12e   | 27     | 12e           | 39            | 12e         | 66          |
| Kazakhstan  | 2e    | 83     | 3e            | 69            | 2e          | 152         |
| Pays-Bas    | 5e    | 68     | 4e            | 64            | 4e          | 132         |
| Serbie      | 11e   | 35     | 7e            | 50            | 11e         | 85          |
| Biélorussie | 3e    | 73     | 5e            | 57            | 5e          | 130         |
| Pologne     | 9e    | 46     | 10e           | 44            | 9e          | 90          |
| Géorgie     | 4e    | 69     | 11e           | 42            | 6e          | 111         |
| Malte       | 8e    | 51     | 8e            | 49            | 8e          | 100         |
| Russie      | 10e   | 44     | 9e            | 44            | 10e         | 88          |
| Espagne     | 6e    | 60     | 2e            | 73            | 3e          | 133         |
| Ukraine     | 7e    | 52     | 6e            | 54            | 7e          | 106         |
| France      | 1re   | 88     | 1re           | 112           | 1re         | 200         |

|             | Points attribués       | Points attribués      | Points attribués     | Points attribués     | Points attribués          | Points attribués      | Points attribués      | Points attribués | Points attribués     | Points attribués     | Points attribués     | Points attribués     | Points attribués | Points attribués | Points attribués |
| Pays        | Drapeau de l'Allemagne | Drapeau du Kazakhstan | Drapeau des Pays-Bas | Drapeau de la Serbie | Drapeau de la Biélorussie | Drapeau de la Pologne | Drapeau de la Géorgie | Drapeau de Malte | Drapeau de la Russie | Drapeau de l'Espagne | Drapeau de l'Ukraine | Drapeau de la France | Jurys            | Télévote         | Total            |
| ----------- | ---------------------- | --------------------- | -------------------- | -------------------- | ------------------------- | --------------------- | --------------------- | ---------------- | -------------------- | -------------------- | -------------------- | -------------------- | ---------------- | ---------------- | ---------------- |
| Allemagne   |                        | 5                     | -                    | 2                    | 3                         | 2                     | 2                     | 5                | -                    | -                    | 2                    | 6                    | 27               | 39               | 66               |
| Kazakhstan  | 3                      |                       | 8                    | 10                   | 10                        | 3                     | 12                    | 10               | 12                   | 4                    | 7                    | 4                    | 83               | 69               | 152              |
| Pays-Bas    | 12                     | 7                     |                      | 4                    | 5                         | 8                     | 6                     | 6                | 2                    | 10                   | 5                    | 3                    | 68               | 64               | 132              |
| Serbie      | -                      | 3                     | 4                    |                      | 4                         | -                     | 5                     | 2                | 3                    | 1                    | 1                    | 12                   | 35               | 50               | 85               |
| Biélorussie | 7                      | 12                    | 1                    | 12                   |                           | 12                    | 3                     | 7                | 6                    | 5                    | 6                    | 2                    | 73               | 57               | 130              |
| Pologne     | 2                      | 6                     | 5                    | 8                    | 2                         |                       | 8                     | 8                | 4                    | 2                    | -                    | 1                    | 46               | 44               | 90               |
| Géorgie     | 5                      | 10                    | 6                    | 5                    | 1                         | 5                     |                       | 1                | 7                    | 12                   | 12                   | 5                    | 69               | 42               | 111              |
| Malte       | 1                      | -                     | 7                    | 1                    | 6                         | 6                     | 10                    |                  | 1                    | 7                    | 4                    | 8                    | 51               | 49               | 100              |
| Russie      | 6                      | 4                     | 3                    | -                    | 8                         | 4                     | -                     | 3                |                      | 3                    | 3                    | 10                   | 44               | 44               | 88               |
| Espagne     | 10                     | 2                     | 10                   | 6                    | 7                         | 7                     | 1                     | 4                | 5                    |                      | 8                    | -                    | 60               | 73               | 133              |
| Ukraine     | 4                      | 1                     | 2                    | 3                    | -                         | 10                    | 7                     | -                | 10                   | 8                    |                      | 7                    | 52               | 54               | 106              |
| France      | 8                      | 8                     | 12                   | 7                    | 12                        | 1                     | 4                     | 12               | 8                    | 6                    | 10                   |                      | 88               | 112              | 200              |

#### Allocation des «douze points»
12 est le maximum de points que peut recevoir chaque pays, ils ont été attribués de cette manière :
| Nombre | Récipiendaire | Votant(s)                    |
| ------ | ------------- | ---------------------------- |
| 3      | Biélorussie   | Kazakhstan, Pologne, Serbie  |
| 3      | France        | Biélorussie, Malte, Pays-Bas |
| 2      | Géorgie       | Espagne, Ukraine             |
| 2      | Kazakhstan    | Géorgie, Russie              |
| 1      | Pays-Bas      | Allemagne                    |
| 1      | Serbie        | France                       |

## Retransmission du Concours
| Pays        | Chaîne télé                               | Commentateurs                             | Porte-paroles                |
| ----------- | ----------------------------------------- | ----------------------------------------- | ---------------------------- |
| Allemagne   | KiKA                                      | Bürger Lars Dietrich                      | Olivia                       |
| Biélorussie | Belarus 1 / Belarus 24                    | Pavel Lazovik                             | Ksenia Galetskaya            |
| Espagne     | La 1 / TVE Internacional                  | Tony Aguilar, Eva Mora et Victor Escudero | Melani García                |
| France      | France 2                                  | Stéphane Bern et Carla Lazzari            | Nathan Laface                |
| Géorgie     | GPB                                       | Helen Kalandadze                          | Marita Khvedelidze           |
| Kazakhstan  | Khabar Agency                             | Kaldybek Jaïssanbaï et Mahabbat Essen     | Saniya Zholzhaxynova         |
| Malte       | PBS Malte                                 | NC                                        | Leah Mifsud                  |
| Pays-Bas    | NPO Zapp / AVROTROS                       | Jan Smit                                  | Robin de Haas                |
| Pologne     | TVP 1 / TVP Polonia / TVP ABC / TVP Sport | Artur Orzech                              | Marianna Józefina Piątkowska |
| Russie      | Carousel                                  | NC                                        | Mikella Abramova             |
| Serbie      | RTS2                                      | Tijana Lukić                              | Darija Vračević              |
| Ukraine     | UA:First / UA:Kultura                     | Timur Miroshnychenko                      | Sophia Ivanko                |